# گسل اردل
گسل اردل از گسل‌های زاگرس است که به موازات راندگی اصلی زاگرس در مناطق اردل و ناغان قرار دارد و با طول ۱۵۰ کیلومتر، دارای راستای غربی – جنوب‌غربی و شیب به سمت شمال‌شرقی است. سازوکار این گسل فشاری است و در مسیر آن سازندهای دیرینه‌زیستی همراه با گروه کرتاسه بنگستان (از شمال‌غربی) بر روی دشت و سنگ‌های کرتاسه (در جنوب‌غربی) رانده شده‌اند. در شمال‌غربی اردل در امتداد این گسل، چند گنبد نمکی بیرون‌زدگی دارد.

## لرزه‌خیزی
کانون مه‌لرزه‌ای زمین‌لرزه‌های ۱۶۶۶، ۱۸۸۰، ۱۹۲۲، ۱۹۷۷ و ۱۹۸۵ میلادی در راستای گسل اردل قرار دارند ولی همبستگی این زمین‌لرزه‌ها با جنبش گسل اردل روشن نیست. بررسی گسل اردل در زمان رویداد زمین‌لرزه‌های سال ۱۹۷۷ میلادی ناغان، هیچ جنبشی را در راستای آن نشان نداده‌است.